# نائب المستشار (ألمانيا)
نائب المستشار الاتحادي (بالألمانية: Stellvertreter des Bundeskanzlers)‏، المعروف على نطاق واسع باسم نائب المستشار (بالألمانية: Vizekanzler)‏  هو وفقا للبروتوكول ثاني أعلى منصب في مجلس الوزراء الألماني. وهو ما يعادل منصب نائب رئيس الوزراء في الأنظمة البرلمانية الأخرى. نائب المستشار الحالي هو روبيرت هابك، والذي يشغل أيضا منصب وزير الاقتصاد وحماية المناخ.

## المنصب
على النحو المنصوص عليه في القانون الأساسي (الدستور)، نائب رئيس المستشار ليست مكتباً مستقلاً، ولكن منصب يشغله أحد الوزراء. منذ عام 1966، كثيراً ما شغل المنصب من قبل وزير الشؤون الخارجية. المستشار هو الذي يختار أي وزير يخدم كنائب للمستشار، على الرغم من أن التعيين يتم رسمياً من قبل الرئيس الاتحادي.
منذ أن شاعت الحكومات الائتلافية في السياسة الألمانية ونائب المستشار في معظم الحالات هو رئيس الشريك الأصغر في الائتلاف.
في حالة غياب المستشار يحل نائب المستشار في مقامه، على سبيل المثال قيادة اجتماعات مجلس الوزراء.
نائب المستشار لن يصبح تلقائياً المستشار لبقية المدة في حال وفاة المستشار أو أصبح غير قادر على القيام بواجباته لأي ظرف كان. إنه الرئيس الذي ييختار وزير (عادة الوزير الذي يشغل منصب نائب المستشار) لأداء مهام المستشار حتى ينتخب البرلمان المستشار الجديد. حدث هذا مرة واحدة فقط: نائب المستشار فالتر شيل قام بدور المستشار لبضعة أيام في أيار / مايو 1974 بين استقالة المستشار فيلي براندت وانتخاب هيلموت شميدت.

## التاريخ
تم تأسيس المكتب في البداية عام 1878 من قبل Stellvertretungsgesetz (قانون انتداب)، الذي ينص على تعيين نائب للمستشار الإمبراطوري، والمعروف رسميا باسم Allgemeiner Stellvertreter des Reichskanzlers (النائب العام للمستشار الإمبراطوري). بالإضافة إلى كون النائب العام مسؤولا عن جميع شؤون المستشار، كان المستشار قادرا على تعين نائب مع مسؤوليات محدودة. عندما تم تنقيح القانون يوم 28 تشرين الأول عام 1918 تم إزالة إمكانية تعيين نواب مع مسؤوليات محدودة وأعطي الحق لنائب المستشار في الظهور أمام البرلمان.

## قوائم نواب المستشارون

### الإمبراطورية الألمانية(Allgemeiner Stellvertreter des Reichskanzlers)
الحزب السياسي:
| # | الصورة                | الاسم                      | الميلاد              | الوفاة               | بداية الفترة        | السن عند استلام المنصب | نهاية الفترة         | السن عند مغادرة المنصب | الأيام | الحزب | الحقيبة                                               |  | الحكومة               |
| - | --------------------- | -------------------------- | -------------------- | -------------------- | ------------------- | ---------------------- | -------------------- | ---------------------- | ------ | ----- | ----------------------------------------------------- |  | --------------------- |
| 1 |                       | أوتو تسو شتولبرغ-فيرنيغرود | 30 تشرين الأول 1837  | 19 تشرين الثاني 1896 | 1 حزيران 1878       | 40                     | 20 حزيران 1881       | 43                     | 1115   | FKP   |                                                       |  | بسمارك                |
| 2 |                       | كارل هاينريش فون بوتيشير   | 6 كانون الثاني 1833  | 6 أذار 1907          | 20 حزيران 1881      | 48                     | 1 تموز 1897          | 64                     | 5855   | FKP   | وزير الدولة للشؤون الداخلية                           |  | بسمارك                |
| 2 | كابريفي               | كارل هاينريش فون بوتيشير   | 6 كانون الثاني 1833  | 6 أذار 1907          | 20 حزيران 1881      | 48                     | 1 تموز 1897          | 64                     | 5855   | FKP   | وزير الدولة للشؤون الداخلية                           |  |                       |
| 2 | هوهينلوه-شياينغسفورست | كارل هاينريش فون بوتيشير   | 6 كانون الثاني 1833  | 6 أذار 1907          | 20 حزيران 1881      | 48                     | 1 تموز 1897          | 64                     | 5855   | FKP   | وزير الدولة للشؤون الداخلية                           |  |                       |
| 3 |                       | أرتور فون بوزادوفسكي-فينير | 3 حزيران 1845        | 23 تشرين الأول 1932  | 1 تموز 1897         | 52                     | 24 حزيران 1907       | 62                     | 3644   | FKP   | وزير الدولة للشؤون الداخلية                           |  | هوهينلوه-شياينغسفورست |
| 3 | بولو                  | أرتور فون بوزادوفسكي-فينير | 3 حزيران 1845        | 23 تشرين الأول 1932  | 1 تموز 1897         | 52                     | 24 حزيران 1907       | 62                     | 3644   | FKP   | وزير الدولة للشؤون الداخلية                           |  |                       |
| 4 |                       | تيوبالت فون بتمان هولفيغ   | 29 تشرين الثاني 1856 | 1 كانون الثاني 1921  | 24 حزيران 1907      | 50                     | 14 تموز 1909         | 52                     | 751    | مستقل | وزير الدولة للشؤون الداخلية                           |  | بولو                  |
| 5 |                       | كليمنس من ديلبروك          | 19 كانون الثاني 1856 | 17 كانون الأول 1921  | 14 تموز 1909        | 53                     | 22 أيار 1916         | 60                     | 2501   | مستقل | وزير الدولة للشؤون الداخلية                           |  | بيتمان-هولفيغ         |
| 7 |                       | كارل هيلفريش               | 22 تموز 1872         | 23 نيسان 1924        | 22 أيار 1916        | 43                     | 9 تشرين الثاني 1917  | 45                     | 536    | مستقل | وزير الدولة للشؤون الداخلية (حتى 23 تشرين الأول 1917) |  | بيتمان-هولفيغ         |
| 7 | ميخاليس               | كارل هيلفريش               | 22 تموز 1872         | 23 نيسان 1924        | 22 أيار 1916        | 43                     | 9 تشرين الثاني 1917  | 45                     | 536    | مستقل | وزير الدولة للشؤون الداخلية (حتى 23 تشرين الأول 1917) |  |                       |
| 7 | هرتلينغ               | كارل هيلفريش               | 22 تموز 1872         | 23 نيسان 1924        | 22 أيار 1916        | 43                     | 9 تشرين الثاني 1917  | 45                     | 536    | مستقل | وزير الدولة للشؤون الداخلية (حتى 23 تشرين الأول 1917) |  |                       |
| 8 |                       | فريدريش فون باير           | 12 حزيران 1847       | 14 تموز 1931         | 9 تشرين الثاني 1917 | 70                     | 10 تشرين الثاني 1918 | 71                     | 366    | FVP   |                                                       |  | هرتلينغ               |
| 8 | بادن                  | فريدريش فون باير           | 12 حزيران 1847       | 14 تموز 1931         | 9 تشرين الثاني 1917 | 70                     | 10 تشرين الثاني 1918 | 71                     | 366    | FVP   |                                                       |  |                       |
| 8 | ايبرت                 | فريدريش فون باير           | 12 حزيران 1847       | 14 تموز 1931         | 9 تشرين الثاني 1917 | 70                     | 10 تشرين الثاني 1918 | 71                     | 366    | FVP   |                                                       |  |                       |

### جمهورية فايمار(Allgemeiner Stellvertreter des Reichskanzlers)
الحزب السياسي:
| #                                                 | الصورة    | الاسم              | الميلاد             | الوفاة              | بداية الفترة         | السن عند استلام المنصب | نهاية الفترة         | السن عند مغادرة المنصب | الأيام | الحزب     | الحقيبة                          |  | الحكومة      |
| ------------------------------------------------- | --------- | ------------------ | ------------------- | ------------------- | -------------------- | ---------------------- | -------------------- | ---------------------- | ------ | --------- | -------------------------------- |  | ------------ |
| 1                                                 |           | أويغن شيفير        | 14 شباط 1860        | 5 أيلول 1954        | 13 شباط 1919         | 58                     | 19 نيسان 1919        | 59                     | 65     | DDP       | وزير المالية                     |  | شايده مان    |
| 2                                                 |           | برنارد ديرنبورغ    | 17 تموز 1865        | 14 تشرين الأول 1937 | 30 نيسان 1919        | 53                     | 20 حزيران 1919       | 53                     | 51     | DDP       | وزير المالية                     |  | شايده مان    |
| 3                                                 |           | ماتياس إيرتسبيرغير | 20 أيلول 1875       | 26 آب 1921          | 21 حزيران 1919       | 43                     | 3 تشرين الأول 1919   | 44                     | 104    | حزب الوسط | وزير المالية                     |  | باور         |
| 4                                                 |           | أويغن شيفير        | 14 شباط 1860        | 5 أيلول 1954        | 3 تشرين الأول 1919   | 59                     | 27 أذار 1920         | 60                     | 176    | DDP       | وزير العدل                       |  | باوار        |
| 5                                                 |           | إريش كوخ-فيسير     | 26 شباط 1875        | 19 تشرين الأول 1944 | 27 أذار 1920         | 45                     | 21 حزيران 1920       | 45                     | 86     | DDP       | وزير الداخلية                    |  | مولر 1       |
| 6                                                 |           | رودولف هاينتسه     | 22 تموز 1865        | 26 أيار 1928        | 25 حزيران 1920       | 54                     | 4 أيار 1921          | 55                     | 313    | DVP       | وزير العدل                       |  | فيرينباخ     |
| 7                                                 |           | جوستاف باور        | 6 كانون الثاني 1870 | 16 أيلول 1944       | 10 أيار 1921         | 51                     | 14 تشرين الثاني 1922 | 52                     | 553    | SPD       | وزير الداخلية                    |  | فيرت 1       |
| 7                                                 | فيرت 2    | جوستاف باور        | 6 كانون الثاني 1870 | 16 أيلول 1944       | 10 أيار 1921         | 51                     | 14 تشرين الثاني 1922 | 52                     | 553    | SPD       | وزير الداخلية                    |  |              |
| شاغر (14 تشرين الثاني 1922 – 13 آب 1923)          |           |                    |                     |                     |                      |                        |                      |                        |        |           |                                  |  |              |
| 8                                                 |           | روبرت شميت         | 15 أيار 1864        | 16 أيلول 1943       | 13 آب 1923           | 59                     | 3 تشرين الثاني 1923  | 59                     | 82     | SPD       | وزير الإعمار                     |  | شتريسه مان 1 |
| 9                                                 |           | كارل ياريس         | 21 أيلول 1874       | 20 تشرين الأول 1951 | 30 تشرين الثاني 1923 | 49                     | 15 كانون الأول 1924  | 50                     | 381    | DVP       | وزير الداخلية                    |  | ماركس 1      |
| 9                                                 | ماركس 2   | كارل ياريس         | 21 أيلول 1874       | 20 تشرين الأول 1951 | 30 تشرين الثاني 1923 | 49                     | 15 كانون الأول 1924  | 50                     | 381    | DVP       | وزير الداخلية                    |  |              |
| شاغر (15 كانون الثاني 1924 – 28 كانون الأول 1927) |           |                    |                     |                     |                      |                        |                      |                        |        |           |                                  |  |              |
| 10                                                |           | أوسكار هيرغيت      | 22 تشرين الأول 1869 | 9 أيار 1967         | 28 كانون الثاني1927  | 57                     | 12 حزيران 1928       | 58                     | 501    | DNVP      | وزير العدل                       |  | ماركس 4      |
| شاغر (12 حزيران 1928 – 30 أذار 1930)              |           |                    |                     |                     |                      |                        |                      |                        |        |           |                                  |  |              |
| 11                                                |           | هيرمان دييتريش     | 14 كانون الأول 1879 | 6 أذار 1954         | 30 أذار 1930         | 50                     | 30 أيار 1932         | 52                     | 792    | DDP       | وزير المالية (من 26 حزيران 1930) |  | برونينغ 1    |
| 11                                                | برونينغ 2 | هيرمان دييتريش     | 14 كانون الأول 1879 | 6 أذار 1954         | 30 أذار 1930         | 50                     | 30 أيار 1932         | 52                     | 792    | DDP       | وزير المالية (من 26 حزيران 1930) |  |              |
| شاغر (30 أيار 1932 – 30 كانون الثاني 1933)        |           |                    |                     |                     |                      |                        |                      |                        |        |           |                                  |  |              |

### ألمانيا النازية(Reichvizekanzler)
الحزب السياسي:
| #                               | الصورة | الاسم          | الميلاد              | الوفاة              | بداية الفترة         | السن عند استلام المنصب | نهاية الفترة  | السن عند مغادرة المنصب | الأيام | الحزب    | الحقيبة                     | مناصب أخرى                                                      |  | الحكومة |
| ------------------------------- | ------ | -------------- | -------------------- | ------------------- | -------------------- | ---------------------- | ------------- | ---------------------- | ------ | -------- | --------------------------- | --------------------------------------------------------------- |  | ------- |
| 1                               |        | فرانز فون بابن | 29 تشرين الأول 1879  | 2 أيار 1969         | 30 كانون الثاني 1933 | 53                     | 7 أب 1934     | 54                     | 554    | غير حزبي |                             | رئيس وزارء بروسيا (حتى 10 نيسان 1933)                           |  | هتلر    |
| شاغر (7 آب 1934 – 10 شباط 1941) |        |                |                      |                     |                      |                        |               |                        |        |          |                             |                                                                 |  |         |
| 2                               |        | هيرمان غورينغ  | 12 كانون الثاني 1893 | 15 تشرين الأول 1946 | 10 شباط 1941         | 48                     | 23 نيسان 1945 | 52                     | 1533   | NSDAP    | وزير الطيران / وزير الغابات | رئيس مجلس النواب / رئيس وزارء بروسيا / القائد الأعلى لسلاح الجو |  | هتلر    |

### جمهورية ألمانيا الاتحادية
الحزب السياسي:
| #  | الصورة | الاسم                 | الميلاد              | الوفاة             | بداية الفترة         | السن عند استلام المنصب | نهاية الفترة                | السن عند مغادرة المنصب | الأيام              | الحزب   | الحقيبة                                              |  | الحكومة           |
| -- | ------ | --------------------- | -------------------- | ------------------ | -------------------- | ---------------------- | --------------------------- | ---------------------- | ------------------- | ------- | ---------------------------------------------------- |  | ----------------- |
| 1  |        | فرانتس بلوشير         | 24 أذار 1896         | 26 أذار 1959       | 20 أيلول 1949        | 53                     | 29 تشرين الأول 1957         | 61                     | 2961                | FDP/FVP | الوزير الاتحادي لشؤون خطة مارشال / التعاون الاقتصادي |  | أديناور 1 • 2     |
| 2  |        | لودفيغ إيرهارت        | 4 شباط 1897          | 5 أيار 1977        | 29 تشرين الأول 1957  | 60                     | 16 تشرين الأول 1963         | 66                     | 2178                | CDU     | وزير الاقتصاد                                        |  | أديناور 3 • 4 • 5 |
| 3  |        | إريش مينده            | 28 تشرين الأول 1916  | 6 أيار 1998        | 17 تشرين الأول 1963  | 46                     | 28 تشرين الأول 1966         | 50                     | 1107                | FDP     | وزير العلاقات البينية                                |  | ايرهارد 1 • 2     |
| 4  |        | هانز كريستوف زيبوم    | 4 آب 1903            | 17 أيلول 1967      | 8 تشرين الثاني 1966  | 63                     | 30 تشرين الثاني 1966        | 63                     | 22                  | CDU     | وزير النقل                                           |  | ايرهارد 2         |
| 5  |        | فيلي برانت            | 18 كانون الأول 1913  | 8 تشرين الأول 1992 | 1 كانون الأول 1966   | 52                     | 20 تشرين الأول 1969         | 55                     | 1054                | SPD     | وزير الخارجية                                        |  | كيسنغر 1          |
| 6  |        | فالتر شيل             | 8 تموز 1919          | 23 آب 2016         | 21 تشرين الأول 1969  | 50                     | 16 أيار 1974                | 54                     | 1668                | FDP     | وزير الخارجية                                        |  | براندن 1 • 2      |
| 7  |        | هانز ديتريش غينشر     | 21 أذار 1927         | 31 أذار 2016       | 17 أيار 1974         | 47                     | 17 أيلول 1982               | 55                     | 3045                | FDP     | وزير الخارجية                                        |  | شميدت 1 • 2 • 3   |
| 8  |        | ايغون فرانك           | 11 نيسان 1913        | 26 نيسان 1995      | 17 أيلول 1982        | 69                     | 1 تشرين الأول 1982          | 69                     | 14                  | SPD     | وزير العلاقات البينية                                |  | شميدت 3           |
| 9  |        | هانز ديتريش غينشر     | 21 أذار 1927         | 31 أذار 2016       | 1 تشرين الأول 1982   | 55                     | 17 أيار 1992                | 65                     | 3516                | FDP     | وزير الخارجية                                        |  | كول 1 • 2 • 3 • 4 |
| 10 |        | يورغين موليمان        | 15 تموز 1945         | 5 حزيران 2003      | 18 أيار 1992         | 46                     | 21 كانون الثاني 1993        | 47                     | 248                 | FDP     | وزير الاقتصاد                                        |  | كول 4             |
| 11 |        | كلاوس كينكل           | 17 كانون الأول 1936  |                    | 21 كانون الثاني 1993 | 56                     | 26 تشرين الأول 1998         | 61                     | 2104                | FDP     | وزير الخارجية                                        |  | كول 4 • 5         |
| 12 |        | يوشكا فيشر            | 12 نيسان 1948        |                    | 27 تشرين الأول 1998  | 50                     | 22 تشرين الثاني 2005        | 57                     | 2583                | الخضر   | وزير الخارجية                                        |  | شرودر 1 • 2       |
| 13 |        | فرانتس مونتيفيرينغ    | 16 كانون الثاني 1940 |                    | 22 تشرين الثاني 2005 | 65                     | 21 تشرين الثاني 2007        | 67                     | 729                 | SPD     | الوزير الاتحادي للعمل والشؤون الاجتماعية             |  | ميركل 1           |
| 14 |        | فرانك-فالتر شتاينماير | 5 كانون الثاني 1956  |                    | 21 تشرين الثاني 2007 | 51                     | 27 تشرين الأول 2009         | 53                     | 706                 | SPD     | وزير الخارجية                                        |  | ميركل 2           |
| 15 |        | غيدو فيسترفيله        | 27 كانون الأول 1961  | 18 أذار 2016       | 28 تشرين الأول 2009  | 47                     | 16 أيار 2011                | 49                     | 565                 | FDP     | وزير الخارجية                                        |  | ميركل 2           |
| 16 |        | فيليب روسلير          | 24 شباط 1973         |                    | 16 أيار 2011         | 38                     | 17 كانون الأول 2013         | 40                     | 946                 | FDP     | وزير الاقتصاد والتكنولوجيا                           |  | ميركل 2           |
| 17 |        | زيغمار غابرييل        | 12 أيلول 1959        |                    | 17 كانون الأول 2013  | 54                     | في المنصب                   | في المنصب              | 4112                | SPD     | وزير الاقتصاد والطاقة / وزير الخارجية                |  | ميركل 3           |
| 18 |        | أولاف شولتس (م 1958)  | 14 آذار 2018         | 8 كانون الأول 2021 | 1365                 | SPD                    | وزير المالية                |                        | حكومة ميركل الرابعة |         |                                                      |  |                   |
| 19 |        | روبيرت هابك (م 1969)  | 8 كانون الأول 2021   | في المنصب          | 1199                 | الخضر                  | وزير الاقتصاد وحماية المناخ |                        | حكومة شولتس         |         |                                                      |  |                   |